# Братья Пате (московское представительство)
Московское отделение фирмы «Братья Пате» — российский филиал французской компании Pathé, который занимался производством собственных и распространением зарубежных кинофильмов в России.

## История
Отделение функционировало с 1909 по 1913 год. Основной капитал российского отделения — 1 млн франков. В 1913 году производство художественных фильмов было прекращено, предприятие продано «П. Тиман и Ф. Рейнгардт». В 1915 году фирма Пате открывает новое предприятие по производству кинопродукции во главе с И. Н. Ермольевым.
К 1910 году под контролем представительства находилось до 70 % тогдашнего кинорынка в России.
По состоянию на 1911 год, оборот представительства фирмы в Российской империи составлял 1 млн рублей, чистая прибыль — 79 тыс. рублей.
В 1919 году на базе фабрики Пате было организовано производство первых советских грампластинок с записями речей В. И. Ленина.

## Список фильмов
- 1908 год — «Москва в снежном убранстве»
- 1909 год — «Ухарь-купец»
- 1909 год — «Вий» (не сохранился)
- 1909 год — «Эпизод из жизни Дмитрия Донского»
- 1910 год — «Пётр Великий»
- 1910 год — «Поединок»
- 1910 год — «Марфа-Посадница»
- 1910 год — «Княжна Тараканова»
- 1910 год — «Цыгане»
- 1911 год — «Л’Хаим»
- 1911 год — «Анна Каренина»
- 1911 год — «Роман с контрабасом»
- 1911 год — «Сон в летнюю ночь»
- 1911 год — «Загубленная доля»
- 1911 год — «Ломоносов»
- 1912 год — «Гроза»[4]
- 1912 год — «Рахиль»
- 1913 год — «Курсистка Ася»
- 1913 год — «Невеста огня»
- 1913 год — «Комедия смерти»[5]